# Крит (Илиноис)
Крит (енгл. Crete) град је у америчкој савезној држави Илиноис.

## Демографија
По попису из 2010. године број становника је 8.259, што је 913 (12,4%) становника више него 2000. године.
| Група             | 2000.         | 2010.         |
| Белци             | 6.192 (84,3%) | 5.177 (62,7%) |
| Афроамериканци    | 769 (10,5%)   | 2.322 (28,1%) |
| Азијати           | 55 (0,7%)     | 87 (1,1%)     |
| Хиспаноамериканци | 267 (3,6%)    | 523 (6,3%)    |
| Укупно            | 7.346         | 8.259         |